# ماثياس يندستروم
ماثياس يندستروم (بالفنلندية: Mathias Lindström)‏ (14 يناير 1981 في فنلندا - ) هو لاعب كرة قدم فنلندي في مركزي الدفاع وقلب الدفاع. شارك مع منتخب فنلندا تحت 21 سنة لكرة القدم. أما مع النوادي، فقد لعب مع إنتر توركو وتامبيري يونايتد ونادي فريدريكستاد ونادي هلسنكي وAC Allianssi ‏.

## وصلات خارجية
- ماثياس يندستروم على موقع قاعدة بيانات كرة القدم.إي يو (الإنجليزية)
- ماثياس يندستروم على موقع Soccerway.com (الإنجليزية)